# Persone di nome Gyula
| Questa pagina contiene informazioni ricavate automaticamente dalle voci biografiche con l'ausilio del template Bio e di un bot. L'aggiornamento è periodico e automatico e ricostruisce completamente la pagina. Se manca una persona in questa lista, sei pregato di non aggiungerla, ma accertati piuttosto che la sua voce biografica contenga il template Bio e che i dati anagrafici siano correttamente compilati. Se il template Bio manca, inseriscilo tu stesso o, in alternativa, metti l'avviso {{tmp\|Bio}} che ne segnala la mancanza. Se i dati riportati sono sbagliati, correggi direttamente la voce biografica; le modifiche saranno visibili in questa lista entro pochi giorni. Per chiarimenti vedi il progetto antroponimi. La lista contiene solo le 78 persone che sono citate nell'enciclopedia e per le quali è stato implementato correttamente il template Bio. Pagina aggiornata al 23 mag 2025. |

Questa è una lista di persone presenti nell'enciclopedia che hanno il nome Gyula, suddivise per attività principale.

## Allenatori di calcio(8)
- Gyula Feldmann, allenatore di calcio e calciatore ungherese (Seghedino, n. 1890 - Budapest, † 1955)
- Gyula Grosics, allenatore di calcio e calciatore ungherese (Dorog, n. 1926 - Budapest, † 2014)
- Gyula Kiss, allenatore di calcio, calciatore e arbitro di calcio ungherese (Sátoraljaújhely, n. 1881 - Budapest, † 1945)
- Gyula Lelovics, allenatore di calcio ungherese (Ódorfa, n. 1897 - Wetzikon, † 1978)
- Gyula Lóránt, allenatore di calcio e calciatore ungherese (Kőszeg, n. 1923 - Salonicco, † 1981)
- Gyula Mándi, allenatore di calcio e calciatore ungherese (Budapest, n. 1899 - Budapest, † 1969)
- Gyula Polgár, allenatore di calcio e calciatore ungherese (Kistelek, n. 1912 - Sydney, † 1992)
- Gyula Rákosi, allenatore di calcio e ex calciatore ungherese (Budapest, n. 1938)

## Astronomi(2)
- Gyula Strommer, astronomo ungherese (Nagyenyed, n. 1920 - Budapest, † 1995)
- Gyula M. Szabó, astronomo ungherese

## Attori(1)
- Gyula Csortos, attore ungherese (Budapest, n. 1883 - Budapest, † 1945)

## Calciatori(25)
- Gyula Bádonyi, calciatore ungherese (Szerencs, n. 1882 - Budapest, † 1944)
- Gyula Bíró, calciatore ungherese (Budapest, n. 1890 - Città del Messico, † 1951)
- Gyula Csikós, calciatore ungherese (Budapest, n. 1913 - † 1992)
- Gyula Dobó, calciatore ungherese (n. 1890 - † 1955)
- Gyula Dudás, calciatore ungherese (n. 1902 - † 1956)
- Gyula Forró, calciatore ungherese (Orosháza, n. 1988)
- Gyula Futó, calciatore ungherese (n. 1908 - † 1977)
- Gyula Zsengellér, calciatore e allenatore di calcio ungherese (Cegléd, n. 1915 - Nicosia, † 1999)
- Gyula Hajszán, ex calciatore ungherese (Sopron, n. 1961)
- Gyula Kertész, calciatore e allenatore di calcio ungherese (Kiskálna, n. 1888 - New York, † 1982)
- Gyula Kiss, calciatore ungherese (Budapest, n. 1916 - Budapest, † 1959)
- Gyula Lázár, calciatore ungherese (Füzesgyarmat, n. 1911 - Budapest, † 1983)
- Gyula Mikossy, calciatore romeno (Arad, n. 1908)
- Gyula Nagy, calciatore e allenatore di calcio ungherese (Szob, n. 1924 - Marseillan, † 1996)
- Gyula Prassler, calciatore rumeno (n. 1916 - † 1942)
- Gyula Rumbold, calciatore ungherese (Budapest, n. 1887 - Budapest, † 1959)
- Gyula Senkey, calciatore ungherese (n. 1901 - † 1983)
- Gyula Seres, calciatore ungherese (Budapest, n. 1912 - † 1975)
- Gyula Szilágyi, calciatore ungherese (Debrecen, n. 1923 - † 2001)
- Gyula Teleki, calciatore e allenatore di calcio ungherese (n. 1928 - Budapest, † 2017)
- Gyula Tóth, calciatore ungherese (Budapest, n. 1920 - † 1978)
- Gyula Tóth, calciatore ungherese (n. 1901 - † 1936)
- Gyula Vangel, calciatore ungherese (n. 1888 - † 1963)
- Gyula Visnyei, ex calciatore e ex giocatore di calcio a 5 ungherese (Budapest, n. 1950)
- Gyula Wilhelm, calciatore ungherese (Budapest, n. 1901 - † 1979)

## Canoisti(1)
- Gyula Petrikovics, canoista ungherese (n. 1943 - † 2005)

## Compositori di scacchi(1)
- Gyula Neukomm, compositore di scacchi ungherese (Vršac, n. 1892 - Budapest, † 1957)

## Discoboli(1)
- Gyula Strausz, discobolo, giavellottista e lunghista ungherese (Budapest, n. 1880 - Budapest, † 1949)

## Esperantisti(1)
- Julio Baghy, esperantista e scrittore ungherese (Seghedino, n. 1891 - Budapest, † 1967)

## Etnografi(1)
- Gyula Mészáros, etnografo e turcologo ungherese (Szakcs, n. 1883 - New York, † 1957)

## Filosofi(1)
- Gyula Pikler, filosofo ungherese (Timișoara, n. 1864 - Ecséd, † 1937)

## Fotografi(1)
- Brassaï, fotografo ungherese (Brașov, n. 1899 - Èze, † 1984)

## Gesuiti(1)
- Gyula Fényi, gesuita e astronomo ungherese (Sopron, n. 1845 - Kalocsa, † 1927)

## Ginnasti(2)
- Gyula Kakas, ginnasta ungherese (Budapest, n. 1875 - Budapest, † 1928)
- Gyula Katona, ginnasta ungherese (Tapsony, n. 1879 - Lione, † 1944)

## Lottatori(1)
- Gyula Bóbis, lottatore ungherese (Kecskemét, n. 1909 - Budapest, † 1972)

## Lunghisti(1)
- Gyula Pálóczi, lunghista ungherese (n. 1962 - † 2009)

## Maratoneti(1)
- Gyula Kellner, maratoneta ungherese (Budapest, n. 1871 - Szolnok, † 1940)

## Martellisti(1)
- Gyula Zsivótzky, martellista ungherese (Budapest, n. 1937 - Budapest, † 2007)

## Matematici(1)
- Gyula O. H. Katona, matematico ungherese (Budapest, n. 1941)

## Nobili(2)
- Gyula Andrássy il Giovane, nobile e politico ungherese (Trebišov, n. 1860 - Budapest, † 1929)
- Gyula, nobile ungherese (Ungheria, † 1099)

## Nuotatori(1)
- Gyula Dobay, nuotatore ungherese (Seghedino, n. 1937 - Budapest, † 2007)

## Piloti motociclistici(1)
- Gyula Marsovszky, pilota motociclistico ungherese (Budapest, n. 1936 - Ginevra, † 2004)

## Pittori(2)
- Gyula Benczúr, pittore ungherese (Nyíregyháza, n. 1844 - Szécsény, † 1920)
- Gyula Tornai, pittore ungherese (Görgő, n. 1861 - Budapest, † 1928)

## Poeti(2)
- Gyula Cseszneky, poeta, traduttore e politico ungherese (Nagymajor, n. 1914 - Brasile, † 1970)
- Gyula Juhász, poeta e giornalista ungherese (Seghedino, n. 1883 - Seghedino, † 1937)

## Politici(7)
- Gyula Andrássy il Vecchio, politico ungherese (Košice, n. 1823 - Volosca, † 1890)
- Gyula Gömbös, politico ungherese (Murga, n. 1886 - Monaco di Baviera, † 1936)
- Gyula Horn, politico ungherese (Budapest, n. 1932 - Budapest, † 2013)
- Gyula Kállai, politico ungherese (Berettyóújfalu, n. 1910 - Budapest, † 1996)
- Gyula Károlyi, politico ungherese (Nyírbakta, n. 1871 - Budapest, † 1947)
- Gyula Szapáry, politico ungherese (Pest, n. 1832 - Abbazia, † 1905)
- Gyula Thürmer, politico ungherese (Budapest, n. 1953)

## Pugili(2)
- Gyula Káté, pugile ungherese (Budapest, n. 1982)
- Gyula Török, pugile ungherese (Kyspest, n. 1938 - Budapest, † 2014)

## Registi(1)
- Gyula Maár, regista e sceneggiatore ungherese (Budapest, n. 1934 - Budapest, † 2013)

## Scacchisti(2)
- Gyula Breyer, scacchista ungherese (Budapest, n. 1893 - Bratislava, † 1921)
- Gyula Sax, scacchista ungherese (Budapest, n. 1951 - † 2014)

## Schermidori(2)
- Gyula Glykais, schermidore ungherese (Pomáz, n. 1893 - Szekszárd, † 1948)
- Gyula von Iványi, schermidore ungherese (Budapest, n. 1864 - Budapest, † 1920)

## Scrittori(2)
- Gyula Illyés, scrittore ungherese (Sárszentlőrinc, n. 1902 - Budapest, † 1983)
- Gyula Krúdy, scrittore ungherese (Nyíregyháza, n. 1878 - Budapest, † 1933)

## Sindacalisti(1)
- Gyula Peidl, sindacalista e politico ungherese (Ravazd, n. 1873 - Budapest, † 1943)

## Storici(1)
- Gyula László, storico, archeologo e artista ungherese (Rupea, n. 1910 - Oradea, † 1998)

## Tiratori a volo(1)
- Gyula Halasy, tiratore a volo ungherese (Kisvárda, n. 1891 - Budapest, † 1970)